# Scaevola tortuosa
Scaevola tortuosa är en tvåhjärtbladig växtart som beskrevs av George Bentham. Scaevola tortuosa ingår i släktet Scaevola och familjen Goodeniaceae. Inga underarter finns listade i Catalogue of Life.